# Subprefecturas de Japón

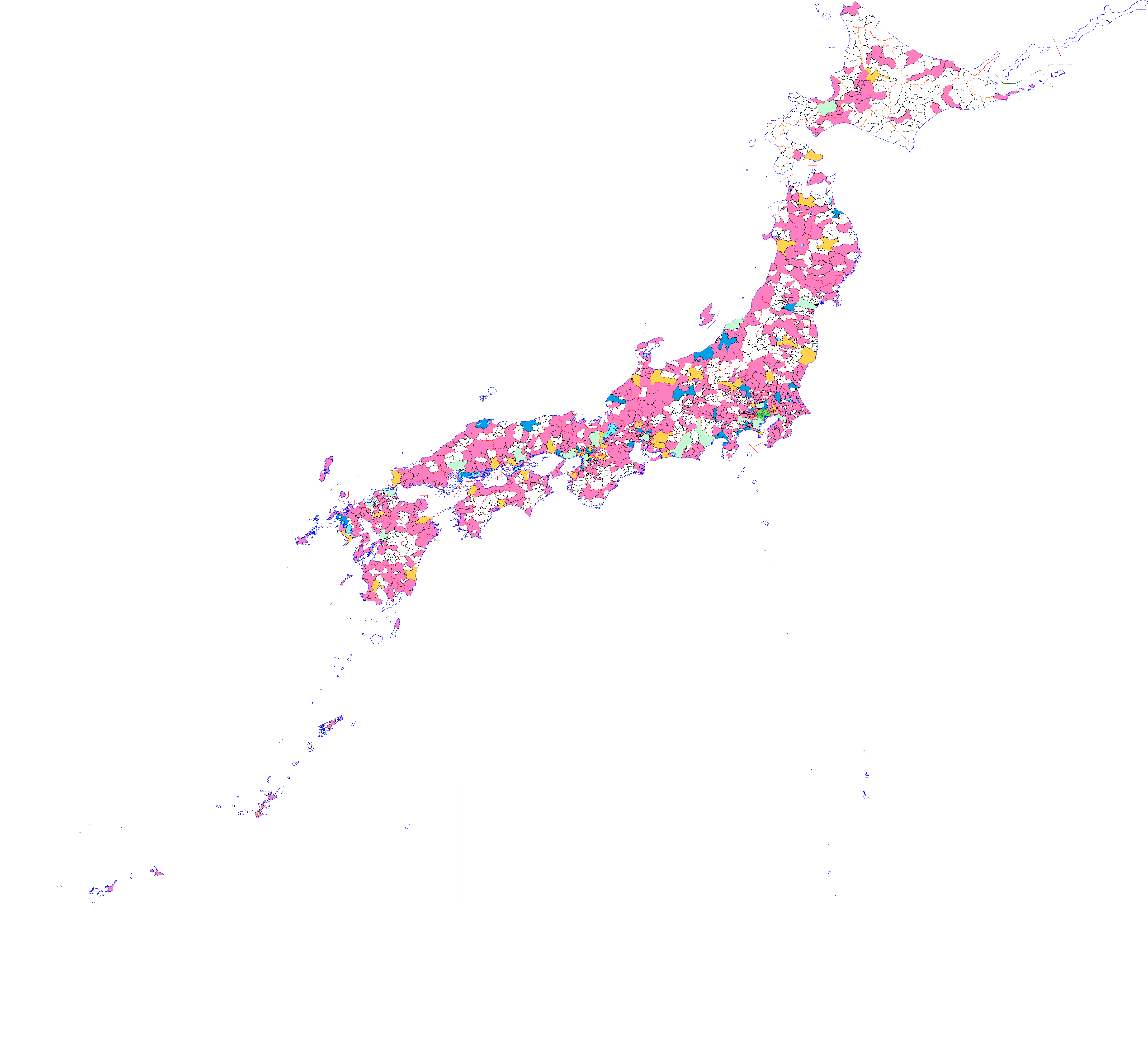
Ciudades de Japón.

Algunas prefecturas de Japón están, o algunas vez estuvieron, divididas en "subprefecturas". La subprefectura es la jurisdicción que rodea las oficinas ramales (支庁 shichō?) de los gobiernos de las prefecturas. Normalmente, el área de una subprefectura consiste en menos de una docena de ciudades, pueblos y villas. Las subprefecturas son formadas para proveer servicios del gobierno prefectural en áreas geográficas remotas. Generalmente no se indican en las direcciones postales.

## Subprefecturas actuales
- Hokkaidō, es la prefectura más grande de Japón, está dividida en 14 subprefecturas formadas en 1897. Las subprefecturas no incluían ciudades grandes, como Sapporo y Hakodate hasta 1922. Ver: Subprefecturas de Hokkaidō.
- Kagoshima, tiene 2 subprefecturas, Ōshima y Kumage, ubicadas en Amami y Nishinoomote respectivamente. Cubren las islas entre Kagoshima y Okinawa.
- Miyazaki contiene 1 subprefectura, Nishiusuki, un distrito remoto ubicado en la esquina noroeste de la prefectura.
- Nagasaki contiene 3 subprefecturas que proveen servicios a las islas externas de Tsushima, Iki y Gotō.
- Tokio contiene 4 subprefecturas que proveen servicios a los residentes de ciertas islas externas bajo el Gobierno Metropolitano de Tokio. Las cuatro oficinas ramales están ubicadas en Hachijō, Miyake, Ogasawara y Ōshima.
- Okinawa tiene 2 subprefecturas Miyako y Yaeyama, ubicadas en las islas de Miyakojima y Ishigaki respectivamente. Esas oficinas proveen servicios gubernamentales al archipiélago que rodea a las dos islas.
- Shimane contiene 1 subprefectura que gobierna las Islas Oki. Esta es la oficina gubernamental más cercana a las Rocas de Liancourt, un pequeño grupo de islas mantenidas por Corea del Sur, pero que Japón reclama como propias.
- Yamagata está dividida en 4 subprefecturas, cada una de las cuales está ubicada en una de las cuatro áreas urbanas principales de la prefectura (Yamagata, Shinjo, Yonezawa y Shonai).

## Subprefecturas históricas
- Hyōgo estuvo dividida en 10 subprefecturas que actualmente se conocen como burós ciudadanos (県民局 kenmin-kyoku?).
- Chiba estuvo dividida en 5 subprefecturas hasta 2003, cuando las oficinas ramales fueron renombradas a centros ciudadanos (県民センター kenmin-sentā?).

En 1907, Japón formó la Prefectura de Karafuto para gobernar la isla de Sajalín. Karafuto fue dividida en 4 subprefecturas: Toyohara (actualmente Yuzhno-Sajalinsk), Maoka (actualmente Jolmsk), Esutoru (actualmente Uglegorsk) y Shikuka (actualmente Makarov).
Un número de islas ganadas por Japón en el Tratado de Versalles fueron colocadas bajo la dirección de la Prefectura del Pacífico Sur (南洋庁 Nan'yōchō?) de 1922 a 1945. Estuvo dividida en 6 subprefecturas, en las islas de Saipán, Yap, Palaos, Truk, Pohnpei y Jaluit. En noviembre de 1943, las seis subprefecturas fueron unidas en Subprefecturas Este, Oeste y Norte hasta la rendición de Japón
- Datos: Q850450
- Multimedia: Subprefectures of Japan / Q850450